# سفيانة (اسم)
سفيانة هو اسم علم مؤنث من أصل عربي، ومعناه هو المحبة الآمل المريدة والراغبة.

## وصلات خارجية
- موسوعة السلطان قابوس لأسماء العرب نسخة محفوظة 5 أبريل 2019 على موقع واي باك مشين.